# Montgomery Creek
Montgomery Creek es un lugar designado por el censo ubicado en el condado de Shasta, en el estado estadounidense de California. Según el censo de 2020, tiene una población de 176 habitantes.

## Geografía
Montgomery Creek se encuentra ubicado en las coordenadas 40°50′25″N 121°55′11″O / 40.84028, -121.91972. Según la Oficina del Censo, la ciudad tiene un área total de 8.55 km², de la cual 8.43 km² es tierra y 0.12 km² es agua.

## Demografía
Según la Oficina del Censo en 2000 los ingresos medios por hogar en la localidad eran de $26,250, y los ingresos medios por familia eran $26,750. Los hombres tenían unos ingresos medios de $30,000 frente a los $0 para las mujeres. La renta per cápita para la localidad era de $9,211. Alrededor del 33.3% de la población estaban por debajo del umbral de pobreza.